# Хауса (народ)
Ха́уса (также хаусанцы; хауса hausawa) — народ в Нигерии (самый многочисленный в стране), составляющий значительную часть населения в её северных районах. Живут также в Камеруне, Нигере, Чаде, Центральноафриканской Республике и других странах. Общая численность по оценке 2016 года — свыше 60 миллионов человек.

## Язык

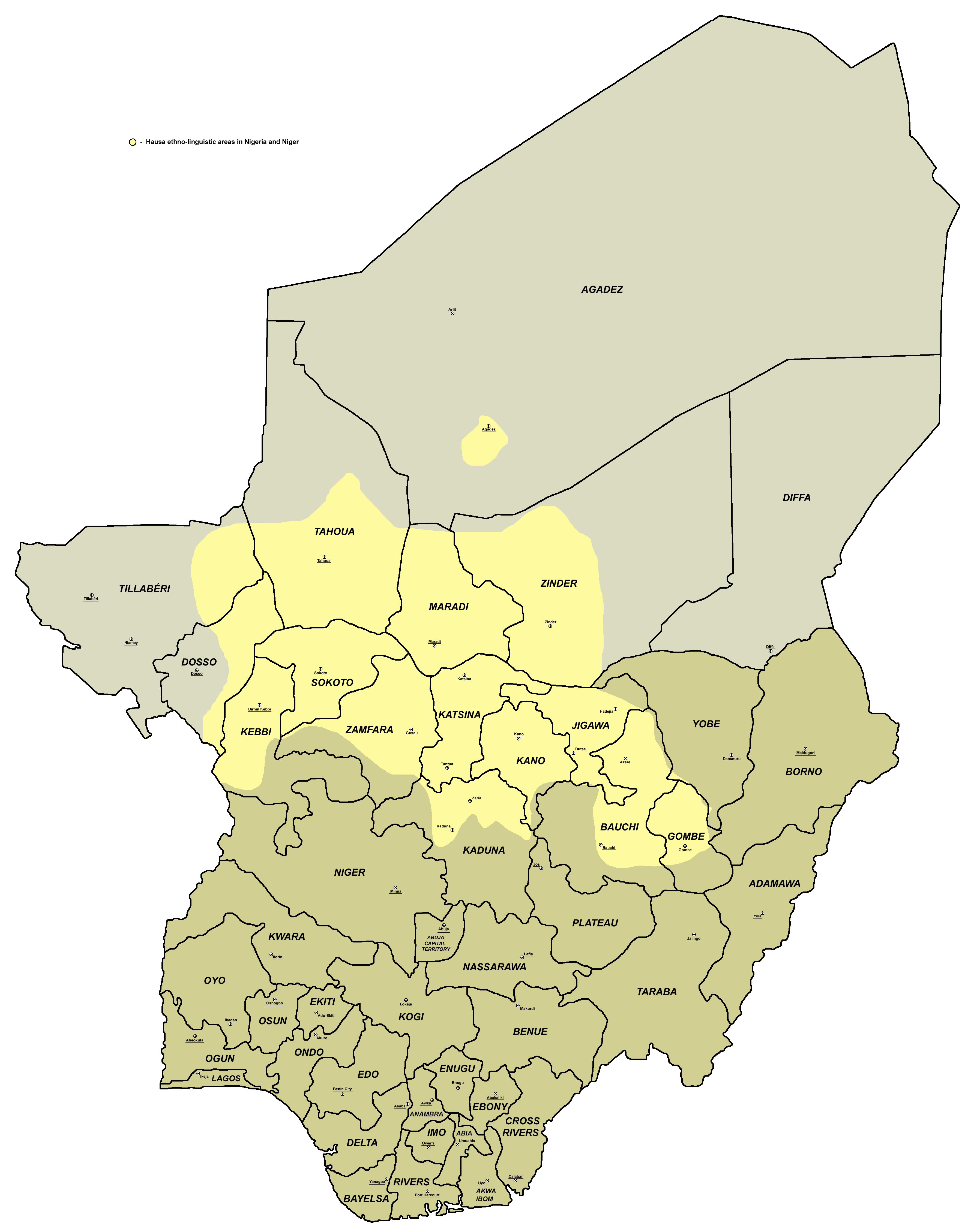
Область распространения языка хауса

Язык народа — хауса — широко распространён в Западной Африке; принадлежит к чадской семье афразийской макросемьи.

## История
В Средние века на территории проживания народа хауса существовали города-государства (Кано, Зария, Замфара, Кадуна, Даура и пр.). Их расцвет пришёлся на XV—XIX века, когда они стали важными перевалочными пунктами на пути караванщиков, задействованных в транссахарской торговле.
Выделялись так называемые истинные города-государства «хауса-бакой».
В XIX веке территория хауса была завоёвана фульбе во главе с Османом дан Фодио, основателем халифата Сокото.

## Особенности традиционной культуры
Хауса исповедуют ислам (сунниты), в сельских местностях сохранились культы сил природы «бори» и предков.
Легендарным прародителем хауса считается Баво.
Основное занятие — земледелие (маниок, ямс, бататы, хлопок, индиго, арахис); занимаются также животноводством (овцы, козы, лошади) и торговлей. Издавна развиты ремёсла (гончарство, ткачество, кожевенное производство, плетение корзин и циновок, выплавка и обработка меди и железа).
Для традиционной социальной организации характерны большесемейные общины, полигиния, вирилокальное брачное поселение, патрилинейная родовая организация (с рудиментами матрилинейности).
У большинства хауса традиционно в ритуал взросления входило нанесение рубцов на лицо. По таким рубцам легко определялась принадлежность человека к той или иной этнической общности

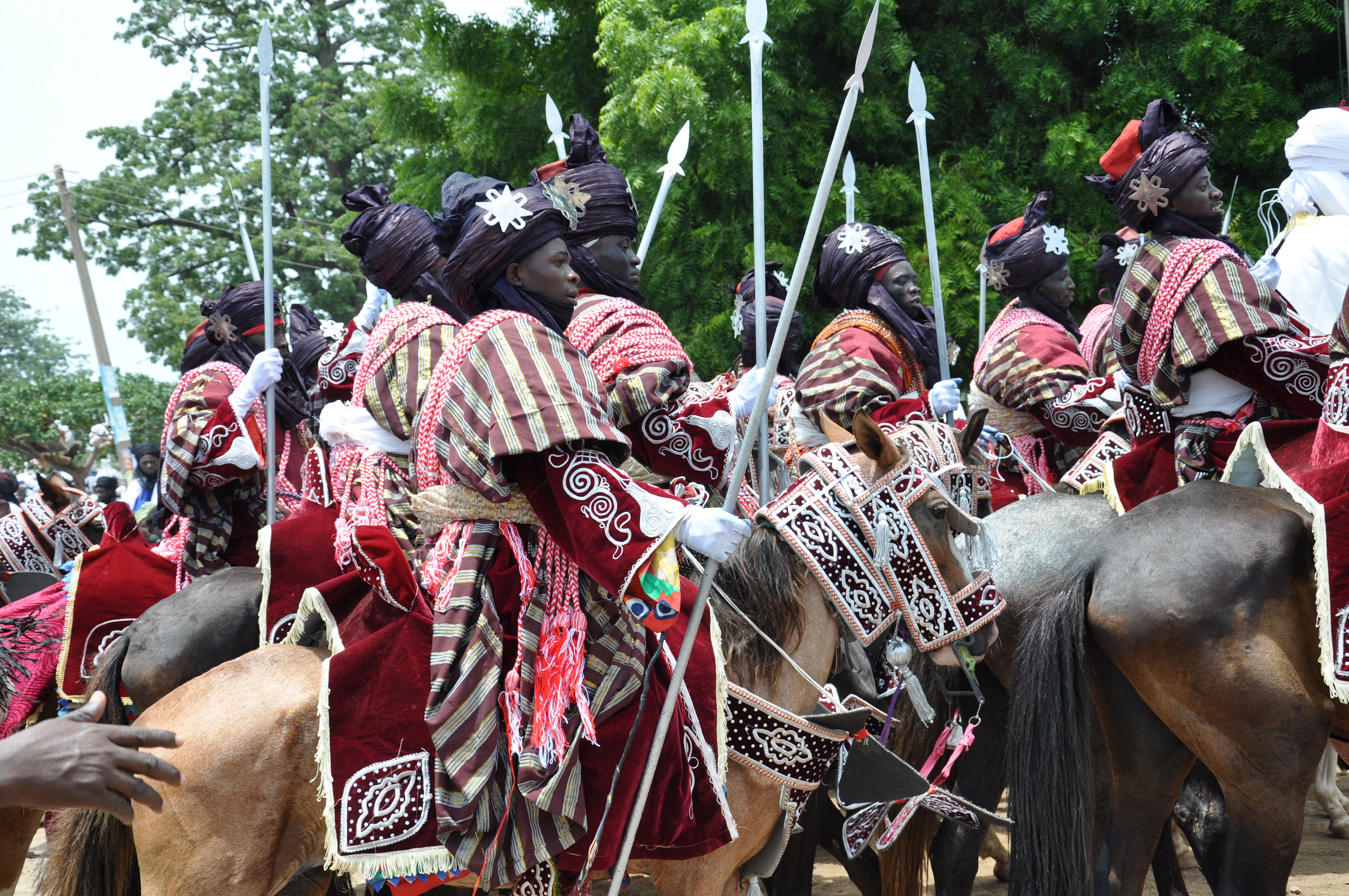
Хауса в традиционной одежде (праздник Дурбар[англ.], Зария)
Традиционный хаусанский духовой инструмент, использовавшийся глашатаями
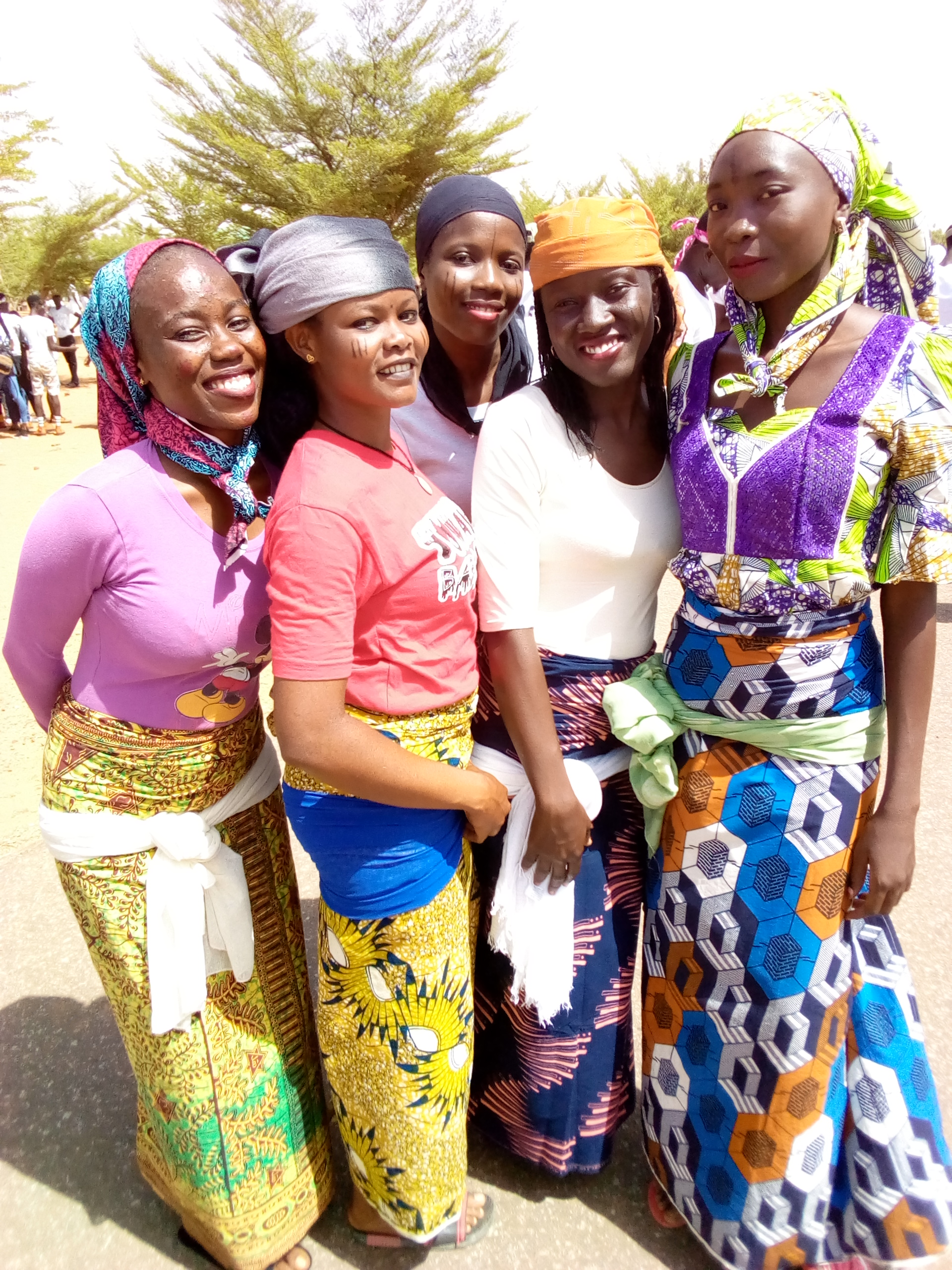
Танцовщицы-хауса